# V-Rally 2
V-Rally 2, lançado como Need for Speed V-Rally 2 para PlayStation e Test Drive V-Rally para Windows, e Dreamcast, é um jogo de corrida desenvolvido pela Eden Studios, e lançado em 1999, sendo a sequência de V-Rally. No Japão, foi comercializado sob o título de V-Rally Champion Edition 2 para PlayStation.
Comparado ao seu antecessor, o jogo trouxe inovações como um modo multiplayer, melhoria nos gráficos, mais veículos e a inclusão de 12 outros países como local de corrida.
Foi o último jogo da série produzido pela Eden Studios, adquirida em 2002 pela Infogrames, que posteriormente se tornou a Eden Games. Em 1997, a Electronic Arts adquiriu parte dos direitos da franquia e publicou os dois primeiros títulos na América do Norte usando o nome da série Need For Speed, embora não exista conexões entre as duas franquias.